# Distrito de Boudh
Boudh (en oriya: ବୌଦ୍ଧ ଜିଲ୍ଲା) es un distrito de la India en el estado de Orissa. Código ISO: IN.OR.BD.
Comprende una superficie de 3098 km².
El centro administrativo es la ciudad de Boudh.

## Demografía
Según censo 2011 contaba con una población total de 439 917 habitantes, de los cuales 220 993 eran mujeres y 218 924 varones.